# Tablice Ishihary

Przykładowa tablica Ishihary. Osoby prawidłowo rozróżniające kolory powinny odczytać cyfrę "2"

Tablice Ishihary (tablice pseudoizochromatyczne Ishihary) – tablice używane przez okulistów do sprawdzenia zdolności rozróżniania kolorów czerwonego i zielonego. Ich nazwa pochodzi od pomysłodawcy, japońskiego okulisty, Shinobu Ishihary, profesora Uniwersytetu Tokijskiego; pierwsze tablice zaprojektował on w 1917 roku. Gdy Ishihara pracował w Wojskowej Szkole Medycznej, poproszono go o wymyślenie prostego testu sprawdzającego umiejętność prawidłowego rozpoznawania kolorów przez rekrutów. Pracę profesorowi niewątpliwie ułatwił fakt, że jego asystent miał właśnie tę przypadłość. Pierwsze tablice zostały namalowane farbami przez samego Ishiharę.
Pełny test Ishihary polega na pokazaniu pacjentowi 38 tablic; wersje przesiewowe liczą 14 lub 24 tablice, wersja dla dzieci i osób niepiśmiennych liczy 10 tablic. Diagnoza jest zwykle jasna już po pokazaniu pacjentowi kilku tablic.
Każda tablica składa się z koła utworzonego przez różnych rozmiarów okrągłe plamy, różniące się w nieznaczny sposób barwami. Układ plam w kolorze odmiennym od tła jest taki, że tworzą liczbę. Zadaniem pacjenta jest ją odczytać. Dobór kolorów na każdej tablicy jest inny, co umożliwia zdiagnozowanie różnych zaburzeń widzenia barw.